# Délit de conduite sous l'empire d'un état alcoolique
Ne doit pas être confondu avec Délit de conduite en état d'ivresse manifeste.
En droit français, le délit de conduite sous l'empire d'un état alcoolique, caractérisé par une certaine concentration d'alcool dans le sang ou l'air expiré, est un délit puni d'une peine maximale de deux ans d'emprisonnement et de 4 500 € d'amende, selon l'article L234-1 (I) du code de la route. Il donne lieu de plein droit au retrait de 6 points du permis de conduire du conducteur fautif. L'infraction est également applicable aux accompagnateurs (dans le cadre de la conduite accompagnée ou supervisée) ainsi qu'aux formateurs d'auto-école.

## Enjeux
En France, entre 2014 et 2018, la proportion de conducteur alcoolisé / alcool connu tuant des personnes sur la route dans un accident, est de 30% en métropole, 38% en DOM, et 60% en COM/POM.
En métropole, ce taux varie de 9% dans le Cantal à 43% en Haute-Corse.
Pour des raisons techniques, il est temporairement impossible d'afficher le graphique qui aurait dû être présenté ici.

## Textes

### Apprentissage
L'alcool est considéré comme un sujet entrant dans le cadre de l'examen du permis de conduire européen par la Directive 2006/126/CE

### Alcoolémie: premières limites législatives et réglementaires
L'article L234-1 (I) (juin 2001) du code de la route énonce :

« I. - Même en l'absence de tout signe d'ivresse manifeste, le fait de conduire un véhicule sous l'empire d'un état alcoolique caractérisé par une concentration d'alcool dans le sang égale ou supérieure à 0,80 gramme par litre ou par une concentration d'alcool dans l'air expiré égale ou supérieure à 0,40 milligramme par litre est puni de deux ans d'emprisonnement et de 4 500 euros d'amende.
II. - Le fait de conduire un véhicule en état d'ivresse manifeste est puni des mêmes peines.
III. - Dans les cas prévus au I et II du présent article, l'immobilisation peut être prescrite dans les conditions prévues aux articles L. 325-1 à L. 325-3.
IV. - Ces délits donnent lieu de plein droit à la réduction de la moitié du nombre maximal de points du permis de conduire.
V. - Les dispositions du présent article sont applicables à l'accompagnateur d'un élève conducteur. »

### Limites actuelles
Ces taux ont été révisés à 0,50 gramme par litre de sang et 0,25 milligramme par litre d'air expiré, et la sanction révisée par une contravention de 4e classe (sans peine de prison) par le Décret n° 2004-1138 du 25 octobre 2004.

Ces taux sont respectivement portés à 0,20 et 0,10, pour les conducteurs de véhicules de transport en commun, par ce même décret.

Voir aussi l'article R234-1 du Code de la route.
Par le décret Décret n° 2015-743 du 24 juin 2015, les taux de 0,20 gramme par litre de sang et 0,10 milligramme par litre d'air expiré ont été étendus aux conducteurs novices (permis probatoire ou conducteur en situation d'apprentissage).

### Permis à points: retrait de points
Avant la loi du 12 juin 2003 renforçant la lutte contre la violence routière, les points du permis de conduire étaient divisés par deux. Aujourd'hui, 6 points, soit la moitié du nombre maximal de points, sont automatiquement retirés. En 2011, un projet de loi prévoit de passer de 6 à 8 points.

## Éléments constitutifs

### Conduite

#### Lieu
Le contrôle de l'état alcoolique du conducteur peut se faire sur l'ensemble du territoire, sur les voies de propriété publique, comme sur les voies de propriété privée ouvertes à la circulation publique,. Une aire de repos, un parking ou un terrain militaire, peuvent donc être des lieux de contrôle.

#### Conducteur
Le conducteur est celui qui « dispose des organes de directions et mécaniques permettant de moduler ou d'en arrêter la progression »,. Cependant, la jurisprudence est incertaine.
Traditionnellement, il est reconnu qu'est conducteur celui dont le véhicule est soumis aux dispositions du Code de la route. Une personne endormie au volant d'un véhicule à l'arrêt a ainsi été qualifiée de conducteur, et condamnée. La Cour de cassation peut également avoir recours à une présomption :  la personne présente au volant d'un véhicule à l'arrêt, mais au moteur encore chaud, avec ses feux allumés, peut être considérée comme conductrice.
Néanmoins, l'automobiliste qui n'a pas conduit depuis une heure et quart ne peut pas être soumis à un dépistage d'alcoolémie. La jurisprudence tend donc à évoluer, et il semble nécessaire, aujourd'hui, que la qualité de conducteur soit concomitante avec la conduite effective du véhicule. Des juridictions ont ainsi relaxé une personne qui poussait la moto de son fils par le guidon, ou qui s'est endormie à côté de son véhicule.

### État alcoolique
L'infraction de conduite sous l'empire d'un état alcoolique est constitué dès que le conducteur a :
- une concentration d'alcool dans le sang égale ou supérieure à 0,50 gramme par litre ;
- une concentration d'alcool dans l'air expiré égale ou supérieure à 0,25 milligramme/litre d'air expiré.
- Le gouvernement français prévoit en 2015 d'abaisser ces taux respectivement à 0,20 gramme/litre de sang et 0,10  milligramme/litre d'air expiré pour les conducteurs novices (permis de conduire de moins de trois ans).

Il est donc nécessaire, pour que cette infraction soit constatée, que les agents de police mesurent l'imprégnation alcoolique de l'auteur.

#### Présomption de l'état alcoolique
Les forces de police doivent obligatoirement soumettre à des épreuves de dépistage :
- l'auteur présumé d'une infraction punie par le Code de la route de la peine complémentaire de suspension du permis de conduire ;
- le conducteur impliqué dans un accident de la circulation ayant occasionné un dommage corporel ;

Elles peuvent également, à titre facultatif, soumettre à des épreuves de dépistage : 
- L'auteur présumé de toutes infractions au code de la route autres que celles entraînant une suspension du permis de conduire ;
- Le conducteur impliqué dans un accident quelconque n'ayant pas entraîné de dommage corporel ;

Enfin, les forces de police peuvent soumettre aux épreuves de dépistages de manière préventive tout conducteur ou accompagnateur d'un élève conducteur, même en l'absence d'infraction préalable ou d'accident de la circulation .
Le conducteur a le droit de refuser d'être soumis à ces épreuves de dépistage ; il sera alors soumis directement à des analyses et examens médicaux, cliniques et biologiques, ou à un appareil homologué de mesure de l'alcoolémie.
L'intéressé peut également être en état d'incapacité de se livrer à ces épreuves de dépistage.
La mesure d'un éthylotest ne constitue pas un mode de preuve de l'état alcoolique, mais simplement un mode de présomption de celui-ci. Seuls des examens médicaux, ou des instruments homologués, peuvent fournir la preuve de l'état alcoolique du conducteur.

#### Preuve de l'état alcoolique
La preuve de l'état alcoolique est apportée par des analyses ou examens médicaux (tests urinaires, prise de sang), ou par un appareil homologué  (analyse de alcoolémie par l'air expiré). Si cette vérification est faite par un examen médical, un échantillon est conservé ; si elle est faite par un appareil, un second contrôle peut être immédiatement effectué, après vérification du bon fonctionnement de la machine. Ce second contrôle peut également être demandé par le conducteur, et ne peut pas être refusé.
Le refus de se soumettre à ces vérifications est un délit prévu par l'article L234-8 du Code de la route. Il donne également lieu au retrait de six points du permis de conduire.

## Procès-verbal
Le procès-verbal doit mentionner l'identité de l'officier de police judiciaire (OPJ) ainsi que les heure et lieu du contrôle préventif effectué ; à défaut, il encourt la nullité.

## Répression
Le délit de conduite sous l'empire d'un état alcoolique étant un délit, il est de la compétence du tribunal correctionnel du lieu de commission de l'infraction. Le conducteur peut être condamné, au maximum, à 2 ans d'emprisonnement, et à 4 500 € d'amende, mais également à des peines complémentaires :
- La suspension, pour une durée de trois ans au plus, du permis de conduire, cette suspension ne pouvant pas être limitée à la conduite en dehors de l'activité professionnelle ; cette suspension ne peut être assortie du sursis, même partiellement ;
- L'annulation du permis de conduire avec interdiction de solliciter la délivrance d'un nouveau permis pendant trois ans au plus ;
- La peine de travail d'intérêt général selon des modalités prévues à l'article 131-8 du code pénal et selon les conditions prévues aux articles 131-22 à 131-24 du même code et à l'article 20-5 de l'ordonnance no 45-174 du 2 février 1945 relative à l'enfance délinquante ;
- La peine de jours-amende dans les conditions fixées aux articles 131-5 et 131-25 du code pénal ;
- L'interdiction de conduire certains véhicules terrestres à moteur, y compris ceux pour la conduite desquels le permis de conduire n'est pas exigé, pour une durée de cinq ans au plus ;
- L'obligation d'accomplir, à ses frais, un stage de sensibilisation à la sécurité routière.

Selon l'article L234-13 du Code de la route, le conducteur condamné en état de récidive, au sens de l'article 132-10 du Code pénal, au délit de conduite sous l'empire d'un état alcoolique, ou au délit de refus de se soumettre aux vérifications permettant de faire la preuve de l'état alcoolique, donne immédiatement lieu à l'annulation du permis de conduire. Le juge est lié par cette disposition légale et ne peut pas décider, si l'état de récidive légale est constaté, de ne pas annuler le permis de conduire. On dira alors que le juge "constate" l'annulation du permis de conduire. Un tel conducteur ne peut pas se porter candidat à la délivrance d'un nouveau permis pendant 3 ans au plus. Ce délai reste toutefois à l'appréciation des juges du fond.
Le tribunal correctionnel peut également condamner l'auteur de l'infraction à des peines complémentaires :
- La confiscation du véhicule, s'il en est propriétaire ;
- L'immobilisation, pendant une durée d'un an au plus, du véhicule dont le prévenu s'est servi pour commettre l'infraction, s'il en est propriétaire.

### Échanges d'informations européens
Dans l'UE, la conduite en état d'ébriété fait partie des infractions pouvant être échangées entre les pays membres dans le cadre de la Directive (UE) 2015/413 du Parlement européen et du Conseil du 11 mars 2015 facilitant l'échange transfrontalier d'informations concernant les infractions en matière de sécurité.